# El Hamma
|  | Per a altres significats, vegeu «Hamma». |

El Hamma (àrab: الحامة, al-Ḥāmma) és una ciutat-oasi de Tunísia, situada uns 25 km a l'oest de Gabès, a la governació homònima. És capçalera d'una delegació. La municipalitat té 34.835 habitants i la delegació 63.500 habitants, segons el cens del 2004. Es troba a la vora del Chott el Fedjaj. Compta amb diverses fonts com ara Aïn El Bordj, Aïn Chaaliya, Aïn Echoffa i Aïn Abdelkader, el conjunt de les quals dona naixement al Oued El Hamma. És terra de poblament de la tribu dels Banu Zid.

## Economia
L'economia està basada en l'agricultura, però s'hi ha introduït la indústria, que ja dona feina a un tercera part de la població activa. Disposa d'una zona industrial demarcada. Com a primera destinació termal del sud del país, el turisme hi ha fet considerables progressos. Una estació termal està planejada a El Khebayat, a uns 12 km de la ciutat. També s'hi està construint una base militar.

## Història
Hi ha constància que l'oasi ja era poblat en temps dels romans. Thomas Shaw, que va visitar El Hamma el 1743, hi esmenta un petit fortí, però comenta que les restes romanes de les quals es tenien referències, ja haurien desaparegut. Victor Guérin, que va visitar l'oasi el 1862, dona el nom dels llogarets que el formaven: El Kasr, Dabdaba, Soumbat, Zaouïet El Madjeba i Bou Atouche. Situa la ciutat romana d'Aqua Tacapitanae, depenent de la veïna Tacape, l'actual Gabès, entre El Ksar i Dabdada, i diu que hi havia construït un fortí anomenat Bordj El Hamma.

## Administració
És el centre de la delegació o mutamadiyya homònima, amb codi geogràfic 51 57 (ISO 3166-2:TN-12), dividida en tretze sectors o imades:
- Secteur Nord (51 57 51)
- El Ksar (51 57 52)
- Secteur Est 1 (51 57 53)
- Secteur Est 2 (51 57 54)
- Secteur Sud (51 57 55)
- Farhat Hached (51 57 56)
- Chanchou (51 57 57)
- El Behaïer (51 57 58)
- Bechima El Borj (51 57 59)
- Bechima El Kalb (51 57 60)
- Bou Attouch (51 57 61)
- Habib Thameur (51 57 62)
- Secteur Ouest (51 57 63)

Al mateix temps, forma una municipalitat o baladiyya (codi geogràfic 51 16).

## Personalitats
Personatges rellevants nascuts a la ciutat són: 
- Mohamed Daghbaji, destacat nacionalista
- Mohamed Ali El Hammi, fundador del primer sindicat de Tunísia
- Jallouli Farès, polític que fou president de l'Assemblea nacional
- Tahar Haddad, sindicalista i polític
- Sassi Lassoued, líder dels fellaghas (combatents per la independència)
- Rached Ghannouchi, polític